# 2021年10月中國大陸

## 10月1日
- 天安門廣場舉行2021年國慶升旗儀式，迎接中華人民共和國成立72週年。[1]
- 公安部黨委在會議上表示，要堅決徹底肅清孫力軍流毒影響。[2][3]
- 解放軍派出38架次軍機進入台灣西南防空識別區，創下紀錄。[4][5]
- 據內地媒體統計，7月底以來廣東、上海、湖南、安徽等至少8個省份已允許「上網電價」上浮不超10%，暫未波及民生用電。[6][7]
- 應國家電網請求，俄羅斯電力公司Inter RAO同意即日起將對華供電量提高至2020年10月水平的兩倍。[8][9]
- 哈爾濱出台的《關於促進我市房地產市場平穩健康發展的實施意見》即日起施行至2022年12月31日。[10]
- 自媒體「深焦」就熱映中的中共百年黨慶獻禮片《長津湖》發布影評，質疑電影粗製濫造，其微信公衆號同日被封停。[11][12]
- 四部門聯合印發《關於支持港澳青年在粵港澳大灣區就業創業的實施意見》。[13]
- 黑龍江哈爾濱4名未成年人駕駛電動車與貨車相撞，導致4人全部遇難，貨車司機被控制。[14]
- 河南中牟縣一景區吊橋斷裂導致10多名遊客落水，隨後全部獲救，景區封閉並停業整頓。[15]
- 晚間，河南鄭州萬達廣場無人機表演突發事故，大量無人機集體失控並從高空墜向圍觀人群，組織方稱系機械故障。[16]
- 遼寧同時出現強降水、雷電、極端大風、冰雹等歷史同期罕見強對流天氣[17]，大連國際機場因大冰雹破壞導致部分航班延誤或取消，嚴重水浸導致市區多人被困[18]。

## 10月2日
- 全國政協社會和法制委員會副主任傅政華涉嫌違法違紀，接受審查調查。[19]
- 解放軍派出39架次軍機進入台灣西南防空識別區，再創紀錄。[20][21]
- 阿里巴巴集團旗下支付寶公布與銀聯「雲閃付」互聯互通進展，首批覆蓋淘寶85%商家。[22]
- 就輿論指出「廣西福彩提前2天發布雙色球一等獎」，北京新浪彩通回應稱系工作人員操作錯誤所致。[23]
- 國際紅色通緝犯、遼寧遼陽農村商業銀行原行長、外逃職務犯罪嫌疑人姜冬梅在境外落網並被遣返中國。[24]
- 山西省即日起出現有氣象記錄以來最強秋汛，強降雨導致最少175.71萬人受災、15人死亡、3人失蹤，直接經濟損失50.29億元。[25]
- 浙江杭州西湖區一在建鐵路項目發生機械故障，造成1人死亡、2人受傷。[26]

## 10月3日
- 中國石油股份公司原副總裁凌霄涉嫌嚴重違紀違法，主動投案，接受審查調查。[27]
- 第十三屆中國航展在廣東珠海閉幕，現場簽訂了總值超過125億美元的合作協議書。[28]
- 運動員許昕當選為亞洲乒乓球聯盟副主席。[29]
- 遼寧一省道隧道口處發生山體滑坡，導致道路中斷，翌日凌晨4時恢復通行。[30]

## 10月4日
- 國家主席習近平和國務院總理李克強致電岸田文雄，祝賀他當選日本首相。[31]
- 中國首次從哈薩克斯坦購入煤炭，13.6萬噸煤炭運抵浙江。[32][33]
- 國際調查記者同盟（ICIJ）聯同多家國際媒體公布「潘朵拉文件」，揭發全球多國政商權貴利用離岸公司隱瞞資產及避稅，時任全國政協副主席兼香港前特首董建華、梁振英上榜。[34]
- 官媒《中國新聞周刊》引述專家稱，預計「十四五」期間，更大範圍、更深程度的缺電現象將頻繁出現。[35][36]
- 法國參議院代表團訪臺前夕，解放軍派出56架次軍機進入臺灣西南防空識別區，再創紀錄；民進黨翌日正告中共切勿誤判情勢、試圖破壞台海現狀。[37][38][39]
- 一位流亡歐洲的中國前公安接受外媒CNN訪問時，匿名透露了針對新疆維吾爾族的酷刑細節。[40]
- 早上，中國恆大無預警宣布暫停中國恆大及恒大物業在港股的交易，恆生指數上午一度下跌超過600點。[41][42]
- 愛奇藝、騰訊視頻、優酷等影音平台相繼宣布取消劇集超前點播。[43]
- 陝西安康一名17歲無病女學生被醫院不經家長同意強行子宮頸息肉切除手術，事後調查組通報稱「不存在手術中簽字、虛假手術問題」，涉事醫院停業整頓。[44]
- 中國豪宅開發商花樣年控股集團宣布未能償付2.06億美元的到期債務。[45]
- 西藏林芝市波密縣發生4.0級地震，震源深度10千米。[46]

## 10月5日
- 證券時報旗下數據寶、騰訊財經聯合推出《城市負債率排行榜》顯示，中國政府廣義負債率57.1%，低於國際警戒線，地方上85座城市2020年財政債務率超過100%，75座城市債務率較2019年翻倍，其中貴陽市債務率高達929%。[47]
- 北京冬奧會、冬殘奧會測試賽即日起陸續舉行。[48]
- 四川省地震局就誤報「四川瀘州市納溪區上馬鎮附近發生8.1級地震，震源深度5公里」一事致歉。[49]
- 山西省蒲縣荊坡村一帶晚間發生山崩，5人被埋，當中4人遇難。次日當地五十孔窯再有山崩，大批車輛及民衆被困隧道逾12小時。[50]
- 中國以違反「一個中國」原則爲由，在世界知識產權組織會議上以1票否決維基媒體基金會成爲觀察員的申請，有消息指中國大陸維基用戶曾聯絡中國駐日內瓦大使團。[51][52]
- 國鐵集團連日採取措施確保冬季電煤運輸，做好2021年冬及2022年春發電供暖用煤保供運輸工作。[53]
- 中國證券監督管理委員會投資者保護局原一級巡視員曾長虹涉嫌嚴重違法，接受監察調查。[54]
- 浙江麗水通報指自9月上旬以來發現鸚鵡熱病例7例，當中1人死亡。[55]
- 新疆和田清真寺教職人員接受香港電台訪問時表示，伊斯蘭教中國化才會有健康發展。[56]
- 倡導「國漫、國風、國潮」的第17屆中國國際動漫節在杭州閉幕。[57]
- 受強降雨影響，距今約有2800年歷史的山西平遙古城內牆發生局部坍塌，坍塌長度約25米。[58]

## 10月6日
- 中共中央政治局委員楊潔篪同美國總統國家安全事務助理沙利文在瑞士蘇黎世舉行會晤。[59]
- 澳洲網絡安全公司一項研究顯示，中國向世衛組織通報出現新型冠狀病毒的幾個月前，湖北省的PCR檢測採購量激增，結論顯示疫情開始時間遠早於中國通報的時間。[60][61]
- 據路透社報導，中國正在動用此前被阻擋在保稅區倉庫中的澳大利亞進口煤炭，以緩解電煤緊張狀況。[62]
- 官媒經濟日報刊文指，房地產業負債過高的開發模式難以爲繼，房企應尋求轉型，而住房租賃業務是轉型的重要方向。[63][64]
- 韓國駐中國大使表示，當前有60多個中國網站正盜播在影音平台Netflix上放映的韓劇《魷魚遊戲》，並就韓國企業商標在華被侵權等問題繼續要求中方整改。[65][66]
- 由於暴雨及洪災，四川廣元、南充等6市共緊急避險轉移2.4萬餘人。[67]
- 廣西蘭海高速欽州段發生特大交通事故，造成5人死亡、11人受傷。[68]
- 受新疆伊犁新冠疫情影響，300多名遊客滯留在霍城縣兩個收費站處超過30小時，滯留期間遭遇雨雪。[69]

## 10月7日
- 國內煤炭第一生產大省山西在國慶期間受連續暴雨影響，截至當日停產煤礦60座、非煤礦山372座，洪水亦導致多處道路中斷影響煤炭運輸；晚間，內蒙古自治區發布緊急通知，要求省內72處煤礦即日起按照核增指標加快生產，目標是9835萬噸。[70]
- 旅遊平台攜程公布《2021年國慶假期出遊總結報告》，北京成為了2021年「十一」長假的最熱門目的地。[71]
- 江西省豐城市發生一起墜亡事件，兩名小孩跳樓自殺，其居所發現遺書提到「希望以後不要寫作業」。[72]
- 21時16分，新疆哈密市巴里坤縣發生4.3級地震，震源深度9千米。[73]

## 10月8日
- 據《華爾街日報》報導，美國特種部隊成員已在台灣秘密訓練當地海陸軍隊至少一年，中國外交部回應稱中方將採取一切必要措施捍衛主權和領土完整。[74][75][76]
- 國家主席習近平與日本首相岸田文雄通電話，習近平指出中日兩國要妥善處理歷史、涉台等重大敏感問題。[77]
- 李克強主持召開國務院常務會議強調，保障能源安全及產業供應穩定是「六保」重要內容，要保證2021年冬及2022年春的電力和煤炭等供應，並糾正地方「一刀切」停產限產及「運動式減碳」等作為。[78][79]
- 著名媒體人羅昌平於6日發文称中国人很少反思抗美援朝的正义性和讽刺冰雕连是上级的“英明决策”，被指「侮辱英烈」遭到海南三亞警方刑事拘留。[80][81]
- 國家發展改革委員會發布《市場准入負面清單（2021年版）》徵求意見稿，其中提出禁止非公有資本違規開展新聞傳媒相關業務。[82][83]
- 上交所發布公告稱，在9月30日公布融資計劃的聯想集團和保薦人中金公司撤回科創板上市申請文件。[84]
- 因違反《反壟斷法》，外賣企業美團被市場監管總局責令停止違法行爲並處以34.42億元人民幣罰款。[85]
- 微信iOS版、QQ、淘寶等多款國產應用程式被曝「在後台反覆讀取用戶相冊」，微信晚間回應稱該功能是爲方便用戶快速發圖，並將於新版本取消。[86]
- 國家廣播電視總局發布《廣播電視和網絡視聽「十四五」發展規劃》，加強對網綜、網絡直播、短視頻等新業態管理，嚴禁醜聞劣蹟者發聲出鏡，力挺愛國愛港藝人。[87][88]
- 港澳辦罕有地積極評價香港特首林鄭月娥任內最後一份年度施政報告。[89][90]
- 據CNN報導，200名解放軍士兵一週前越過中印邊境隘口，遭印軍強力阻攔和短暫拘留，經過一段談判後獲釋[91][92]。次日，中国日报网据中国军队消息人士称，中国边防部队9月28日按计划对中印边境中方一侧东章地区进行例行性巡逻，中途遭遇印度方面无理阻拦，中方官兵坚决予以反制，在完成巡逻任务后返回[93]。
- 中國駐洛杉磯總領事館就多名中國留學生入境美國時遭邊檢執法人員「反覆盤問和威脅恐嚇」並被拒入境遣返回國，向美方提出嚴正交涉。[94][95]
- 新疆籍國家男籃球員胡明軒因簽約代言德國運動品牌Adidas引發巨大爭議後，其效力的廣東宏遠內部扣發其20%的奪冠獎金作為處罰。[96]
- 22時許，颱風「獅子山」已登陸海南省瓊海市，當地海峽全線停航、全市停課[97]，海南環島高速珠碧江大橋橋面出現沉陷險情[98]。
- 陝西太白縣太白河鎮一座金礦因持續降雨突發的泥石流灌入礦坑，被困4人全數遇難。[99]

## 10月9日
- 紀念辛亥革命110周年大會在北京人民大會堂舉行，中共中央總書記習近平會上堅持「和平統一」等方針，聲稱臺灣問題純屬中國內政不容干涉，又指「台獨分裂是祖國統一的最大障礙，是民族復興的嚴重隱患，凡是數典忘祖、背叛祖國、分裂國家的人，從來沒有好下場」。[100][101]
- 紀念辛亥革命110周年大會稱「中共是孫中山先生的繼承者」引發輿論爭議，臺灣陸委會稱「中華民國在台灣屹立不搖」，批評相關言論「片面扭曲歷史事實」。[102]
- 一份名為「公司作息表 （页面存档备份，存于）」的網路共享表格上線，隨即於中國互聯網快速流傳和更新，三天內瀏覽量逾10萬，一度被舉報下線。[103]
- 由於嚴重缺電，遼寧全省水泥行業企業即日起全面實施停電停產至少15天，當地水泥價格應聲大漲。[104][105][106]
- 貴州畢節官方指，當地一名官員因檢舉「境外反華媒體」持續潛入當地「非法採訪」脫貧攻堅領域的負面消息並在境外「炒作」，而獲得上級表彰和獎勵。[107][108]
- 安徽、福建、湖北、黑龍江、海南等多個省市陸續開始為滿足條件的重點人群接種2019冠狀病毒病疫苗加強針。[109]
- 趙薇、其丈夫黃有龍及巨人網絡集團董事長史玉柱因涉及合同糾紛遭中國民生信託有限公司控告，將於2022年11月開庭。[110]
- 北京市紀委監委對北京祥龍資產經營有限責任公司原黨委書記、董事長侯子波嚴重違法違紀問題展開審查調查，其被開除黨籍和公職。[111]
- 合肥警方發布通告徵集19人的違法犯罪線索，當中包括第十五屆亞運會的武術散打冠軍李騰，引發關注。[112]
- 受連續強降雨和上游來水影響，汾河山西河津段迎來57年來最大洪水，流量激增20倍，南邊堤壩幾乎全部淹沒，當地啟用黃河灘地蓄滯洪水。[113]

## 10月10日
- 內蒙古鄂爾多斯市與黑龍江省、吉林省、遼寧省、天津市等18省區市簽訂四季度煤炭中長期保供合同，涉及煤炭5364萬噸。[114]
- 中印兩國舉行第十三輪軍長級會談，印方會後強調這場對峙是由中方單方面企圖改變現狀所引發，又指中方在會談期間未能提出任何前瞻性的建議。次日，西部戰區新聞發言人就會談發表談話，稱印方仍堅持不合理也不切實際的要求，為談判增加了困難。[115][116]
- 福建莆田發生重大刑事案件造成2死3傷，案發前歐姓嫌犯與被害人家因蓋房一事積怨已久[117]；同時，嫌犯案前多次就蓋房問題上訪求助無門等事蹟獲得輿論廣泛同情[118]。就網友質疑存在基層幹部不作為問題，紀委監委已啟動調查程序[119]。事後央視就事件發布網評，指出「暴力不該被鼓勵，更不該被讚美」[120]。
- 阿里巴巴集團、騰訊、字節跳動、百度等至少10家互聯網科技企業同日宣布對山西洪澇受災地區進行捐贈，涉款至少超過3億元。[121][122]
- 新華社刊文指出，物業是社區「大管家」，不是「大當家」。[123]
- 在香港上市的紫金礦業宣布將以49.4億元收購在加拿大上市的新鋰公司（Neo Lithium Corp.）。[124][125]
- 由於持續暴雨，珠海發出紅色暴雨預警，全市公共交通停運，學校停課，香洲和橫琴部分區域停電。[126][127]

## 10月11日
- 國家發改委宣布，將加快推進燃煤發電上網電價市場化改革，有序開放全部燃煤發電電量上網電價並擴大交易價格向上浮動範圍，以保障電力安全穩定供應。[128][129]
- 2020年联合国生物多样性大会第一阶段会议在云南省昆明市滇池国际会展中心开幕[130]。
- 河北石家莊平山縣一輛載有51人的大巴車，駛經大橋時因上游水庫洩洪而傾覆墜河，造成14人死亡。[131][132]
- 最高人民檢察院依法以涉嫌受賄罪、行賄罪對王立科作出逮捕決定。[133]
- 世界衛生組織建議完整施打中國國藥疫苗及科興疫苗兩款疫苗的60歲以上民眾，應追加施打第3劑疫苗。[134]
- 早前罕有缺席國慶升旗儀式及酒會的全國政協副主席、前香港特首董建華透過發言人證實，其曾於9月因心臟問題留醫瑪麗醫院進行手術，並正在醫院複檢。[135]
- 文化和旅遊部副部長、國家文物局局長李群主持召開辦公會，專題研究支持山西省因災受損文物搶險和保護修繕工作。[136]
- 恆大集團早前兩度錯過利息支付後，又未能履行3支到期美元債的利息，料涉及利息合共1.48億美元。[137]
- 恆大汽車戰略合作夥伴大會在天津生產基地舉行，恆大汽車總裁劉永灼宣布要確保恆馳首車在2022年年初在天津工廠下線，首款車輛為恆馳5。[138]
- 偶像團體憶光年前養成男團前成員付佳源因隱瞞性別女扮男裝，向公衆道歉並保證不會再於娛樂圈和短視頻平台露面。[139]
- 曾在5年前吸毒的民謠歌手宋冬野發長文，指自己合理合法經審通過的演出遭惡意舉報再次被取消，表示完全無法理解，強調會捍衛自己的合法工作權。隨後宋冬野遭到公安部和官媒抨擊，其微博帳號被禁言。[140][141]
- 央視國防軍事頻道發文指解放軍第73集團軍某合成旅「近日」在閩南「某海域」組織搶灘登陸實戰演練。[142][143]
- 廣東省公安廳拘捕了兩名內地男子，涉嫌9月25日在沙洲撞擊香港水警小艇致香港高級督察林婉儀殉職。[144]
- 廣州南沙粵港合作諮詢委員會服務中心啟用。[145]
- 曾獲稱「中國第一網紅」的「papi醬」於2016年開設的「逸磊影視文化傳播新沂工作室」因發生工商變更而註銷，原因為決議解散。[146][147][148]
- 原华为子公司榮耀確認已恢復與Google的合作，最新的榮耀50系列海外版本機型將預裝Google Mobile Services（GMS）。[149][150]
- 陝西省咸陽市陝煤彬長公司胡家河煤礦發生冒頂事故，造成4人死亡、4人重傷。[151]

## 10月12日
- 國家主席習近平在《生物多樣性公約》第十五次締約方大會領導人峰會上發表講話，宣布將率先出資15億元人民幣，成立昆明生物多樣性基金，支持發展中國家生物多樣性保護事業。[152][153]
- 中國正式設立第一批5座國家公園，分别是三江源国家公园、大熊猫国家公园、东北虎豹国家公园、海南热带雨林国家公园、武夷山国家公园。[154]
- 十九屆中央第八輪巡視的15個巡視組完成對中國人民銀行、中國銀保監會、中國證監會等25家金融單位的巡視進駐工作。[155][156]
- 教育部就加快推行校外培訓機構「營改非」工作發布通知，要求現有培訓機構在完成登記為非營利性機構前暫停招生及收費，並指未能在限期內登記的將被終止辦學資格或調整辦學內容。[157]
- 校外培訓機構精銳教育宣布即日起暫停營業，且因「資金鏈不足」無法如期發放工資。同日大批家長前往精銳教育總部要求退費。[158]
- 據CNN引述中國官員指，中國正準備對武漢市的數萬份血庫樣本進行檢測，以作為調查2019冠狀病毒病起源的一部分。[159]
- 湖南省人民檢察院副檢察長劉建寬因涉嫌嚴重違紀違法，接受審查調查，他曾被舉報花費數百萬建造別墅。[160][161]
- 18時37分，遼寧鞍山市岫巖縣發生3.2級地震，震源深度5千米。[162]
- 福建廈門一高層住宅發生火災，造成2人死亡、1人受傷。[163]

## 10月13日
- 中央人大工作會議在北京召開，中共中央總書記習近平在會上對具體地、現實地踐行「全過程人民民主」提出明確要求。[164]
- 針對美國哈佛大學「哈佛北京書院」將遷往台北並更名為「哈佛台北書院」，中國外交部回應稱「不掌握」有關情況，又指中方高度重視保護留學生合法權益，反對將人文交流政治化。[165][166]
- 針對臺灣總統蔡英文雙十國慶談話提到「中華民國與中華人民共和國互不隸屬」，國台辦回應稱，兩岸關係絕不是國與國關係，互不隸屬就是「赤裸裸地販賣兩國論」。[167][168]
- 就臺灣駐美代表蕭美琴12日前往美國國務院會見新任亞太助卿康達等人，中國駐美國大使館表示已向美方提出嚴正交涉。[169][170]
- 晚間，部分民衆收到「甘肅省定西市臨洮縣發生8.3級地震」的預警訊息，甘肅省地震局表示當地在該時間段內未發生地震。[171][172]
- 早前被網友倡議捐出其主演電影《長津湖》票房的吳京，與其夫人謝楠共同支援洪澇災區山西安澤30台玉米收割機和20台玉米烘乾機。[173]
- 15時許，颱風「圓規」在海南省瓊海市博鰲鎮沿海登陸，成爲近五年以來登陸海南的最強颱風。[174]
- 《生物多样性公约》第十五次缔约方大会（COP15）第一阶段高级别会议正式通过“昆明宣言”[175]。
- 春雪食品正式登陆上海证券交易所，成为山东省的第四只“鸡肉概念股”。[176]

## 10月14日
- 國務院總理李克強在廣州出席第130屆中國進出口商品交易會開幕式[177]。另據外媒報導，李克強隨後亦前往佛山市順德區一家火電廠和美的集團工廠視察，就缺電問題向民衆指出，電價上漲不會引發通貨膨脹，又指下游企業無法承受過高電價，國家會研究減稅費以支撐下游企業。[178][179]
- 國家統計局公布數據及解讀指，受煤炭和部分高耗能行業產品價格上漲影響，9月的PPI按年上漲10.7%，創1996年以來新高。[180][181][182][183]
- 18時51分，中國首顆太陽探測科學技術試驗衛星「羲和號」在太原衛星發射中心成功發射。[184]
- 公安部公布全國「淨網2021」專項行動成果，偵破3.7萬餘起案件，抓獲8萬餘名嫌犯。[185]
- 微軟旗下職場社交網站LinkedIn宣布，為應對中國更具挑戰性的經營環境以及更高的合規要求，決定年內關閉在中國的網站，代之以無社交功能的簡化版本，標誌着最後一家在華運營的美國社交網站就此退出。[186]
- 國家能源局原副局長劉寶華在青島市人民檢察院一審被控受賄7073餘萬元，當庭表示認罪悔罪，法庭宣布擇期宣判。[187]
- 中國與不丹簽署《關於加快中不邊界談判“三步走”路線圖的諒解備忘錄》。[188]
- 廣東省教育部發公告指，就近期廣州地區部分校外培訓機構出現經營困難甚至停業倒閉現象，對涉事機構負責人進行了約談提醒，督促機構妥善解決問題。[189]
- 拉姆被前夫烧伤致死案被告人唐路因犯故意杀人罪，被阿坝藏族羌族自治州中级人民法院一审判处死刑[190]。
- 大型集資追星平台Owhat宣布即日起無限期停止「粉絲會」商戶的所有交易服務，同時停止提現，引發多個粉絲團抗議。[191][192][193]
- 四川省教育廳公文顯示，經公安排查逾百萬名教職員工，發現有性侵前科的重點人員101人並已通報處理。[194][195]
- 《法治日報》公布一項對孤寡獨居老人現狀的調查顯示，這些老人不同程度存在沒人陪護、無人慰藉、就醫困難等問題。[196]
- 北京市紀委監委公告指，北京市昌平區人民政府原副區長董貴蛟因嚴重違法違紀被開除黨籍和公職。[197]
- 中俄「海上聯合-2021」聯合軍事演習在俄羅斯彼得大帝灣附近海域開幕。[198]
- 5時6分，重慶市沙坪壩區發生3.2級地震，多區段及車站有震感，重慶多輛列車停運。[199]
- 神舟十三号载人飞行任务航天员乘组公布，包括翟志刚、王亚平、叶光富3人[200]。

## 10月15日
- 《求是》雜誌發表中共中央總書記習近平文章《扎實推動共同富裕》，就「共同富裕」披露更完整的論述。[201][202]
- 針對外界就恆大債務危機引申對房地產企業面臨信用風險的憂慮，央行回應稱，恆大集團金融負債佔總負債不到三分之一，其風險對金融行業的外溢性可控。[203][204]
- 國家新聞出版署等部門聯名公布徵求意見稿 （页面存档备份，存于），規定所有新聞工作者每年須接受至少90小時「繼續教育」。[205][206]
- 中國證監會宣布會同公安檢察機關部署專項執法行動依法從嚴打擊證券違法犯罪活動。[207]
- 北京市網信辦針對「金山毒霸推送詆毀革命烈士邱少雲內容」問題，約談該軟件主辦方負責人，責令立即停止違法行為。[208]
- 江蘇女輔警性敲詐勒索7名公職人員一案在江蘇連雲港中級人民法院二審公開宣判，以敲詐勒索罪改判許艷有期徒刑七年。[209]
- 14名「709案」律師家屬以及維權人士聯署發表宣言，宣布參選北京市區級人大代表。[210][211]
- 國家文物局通報仰韶文化考古與研究的最新進展，表示仰韶文化中晚期或已初步進入文明社會。[212][213]
- 中央氣象台發布下半年以來首個寒潮藍色預警。[214]
- 國家防疫部門以香港出現本土疫情爲由，不批准全國人大常委譚耀宗及3名列席的代表出席稍後的全國人大常委會會議。[215][216]
- 陝西省榆林市就當地幼兒園主班教師毆打學生事件處置情況通報，涉事教師行政拘留10日及罰款500元。[217]
- 上海浦東一酒店發生命案，一男子因工作糾紛殺害女同事，嫌犯隨後被抓獲。[218]
- 河北平山縣發生一起命案，一名郵政公司職工因對工作不滿，將3名同事扎傷致死，嫌犯隨後投案。[219][220]

## 10月16日
- 0時23分，神舟十三号在中国酒泉卫星发射中心发射成功，6個半小時後成功對接於天和核心艙，翟志剛、王亞平、葉光富3名航天員順利進入中國太空站。[221][222][223][224]
- 報導指多個用於閱讀《古蘭經》或《聖經》的應用程式在中國政府要求下陸續從中國大陸的蘋果商店下架。[225][226]
- 馬來西亞歌手黃明志邀請歌手陳芳語合唱的新曲《玻璃心》發布第二天，兩人的微博帳號均被刪除，隨後其影音作品在中國大陸全面下架。[227][228]
- 早前河南濮陽一名12歲女生在校方要求下注射一劑北京生物生產的滅活疫苗後因18種併發症死亡，其母親層層上訪維權受阻，在濮陽市衛健委遭多人圍毆，又曾赴北京情願，最後於16日被河南當局以涉嫌「尋釁滋事罪」刑事拘留。[229][230][231]
- 杭州西溪濕地景區船「搖搖鍋」便攜卡式爐發生噴火事故，5名用餐民眾被燒傷，隨後跳河逃生。[232]

## 10月17日
- 華北多地「一夜入冬」之際，北京市清晨出現攝氏0度以下低溫，是52年來最早[233]；北京南郊錄得零下19.5度，迎來近54年以來最冷早晨[234]。
- 中俄海軍艦隻在鄰近日本的西太平洋展開首次聯合巡航。[235]
- 北京冬奧會聖火點燃儀式在希臘舉行前夕，當地首都出現示威，一名藏族學生及一名香港流亡人士被逮捕。[236]
- 就美國軍方指美國及加拿大軍艦曾在14日和15日聯合穿越臺灣海峽，東部戰區證實消息並稱其嚴重危害台海和平穩定。[237][238]
- 北京作家劉淇昆所著《八國聯軍乃正義之師》被建制派批判及質疑違反《港區國安法》後，於誠品香港全線下架。[239][240]

## 10月18日
- 國家統計局發布第3季度國內生產總值，按年增長率為4.9%，低於預期，增速較前兩季增長率18.3%及7.9%明顯放緩。[241][242]
- 國家衛生健康委、國家疾控局向內蒙古、甘肅、陝西、寧夏派出工作組。[243]
- 因應2019冠狀病毒病本土疫情，內蒙古額濟納旗行政區域實施封閉管理。[244]
- 就早前英國《金融時報》報導指中國曾在8月測試一枚可攜帶核彈頭的超高音速導彈，中國外交部予以否認，稱中國測試的是航天器。[245]
- 福建莆田公安局通報指福建莆田2死3傷持刀殺人案嫌犯歐金中在公安、武警圍捕下「拒捕並畏罪自殺」，遭到網友質疑及呼籲繼續調查。[246][247][248]
- 吉林省吉林市監獄發布懸賞通告指，39歲朝鮮籍男囚犯朱賢健越獄。該囚犯是「脫北者」，再服刑1年多就會被遣返朝鮮。[249][250]
- 國務院同意北京市向外資開放國內網路虛擬專用網（VPN）業務，外資股比不得超過50%。[251][252]
- 2020年泉州欣佳酒店倒塌事故裁決公布，13名被告人及7名失職瀆職、受賄公務人員被判刑，酒店負責人獲判刑20年。[253]
- 就民衆反映稱山東菏澤單縣一個村落兩千多名居民近五年來無故出現多次腦中風的醫保結算記錄，國家醫保局成立調查組。[254]
- 針對四川自貢一民衆在人民網建議「組織中小學生觀看電影《長津湖》」，當局回覆稱指該電影有殘酷畫面且屬商業電影，動員觀賞不符政策。[255][256]
- 河北省邯鄲市發生一起天然氣泄漏事故，導致3名維修人員窒息死亡。[257]

## 10月19日
- 中共中央對黑龍江、江蘇、江西、湖南、西藏等5省區黨委主要負責同志職務調整。[258]
- 國家發改委因應近期煤炭價格呈進一步非理性上漲趨勢，組織召開座談會，研究依法對煤炭價格實施干預措施。[259][260]
- 據南華早報報導，阿里巴巴創始人馬雲正在歐洲進行考察，是其一年多以來首次離開中國。[261][262]
- 阿里巴巴集團旗下半導體公司平頭哥在2021雲棲大會發布自行研發的雲晶片「倚天710」。[263]
- 國防部就美國核潛艇在南海發生碰撞事故，要求美方儘快詳細交代事件，又呼籲美方停止在南海進行自由航行活動。[264][265]

## 10月20日
- 國家主席習近平在山東省東營市考察黃河入海口。[266]
- 國家網信辦公布《互聯網新聞信息稿源單位名單》，要求新聞網站轉載新聞時必須依據最新名單，若超出範圍將開罰[267][268]；財新網未被列入該名單[269]。
- 北京冬奧會聖火從希臘抵達北京，歡迎儀式在北京奧林匹克塔舉行。[270][271]
- 新任美國駐華大使人選伯恩斯對中國作出強硬表態，稱美中關係已經發生「根本性的變化」，指中國是「最危險對手」；又稱中國在新疆的種族滅絕以及在西藏、香港、台灣的種種行爲必須停止，表示反對中國片面改變台灣區域現狀。外交部回應表示堅決反對，指言論充滿冷戰零和思維並嚴重違背事實。[272][273][274]
- 據彭博社報導，中國已要求麥當勞等美國公司在北京冬奧會前，安裝並推廣數字人民幣支付系統到全國各地的門店。[275]
- 就甘肅定西漳縣公安局副局長被指曾酒後打人並調戲女生，當局通報指已派聯合調查組進一步調查。[276][277]
- 恆大集團宣布已終止出售恒大物業51%股份予合生創展之協議，合生創展隨後發公告指不接受恆大這一決定。[278][279][280]
- 华为申請註冊的「姚安娜」商標獲得批准。姚安娜之父任正非曾經承認有關做法是公權私用，並曾向華爲全體員工道歉。[281]
- 澎湃新聞披露，河北平山縣一名教師自1990年始在家鄉建房，但屢遭鄰居阻撓至今未能成事，村、鄉干部曾多次為此事調解無果。[282]
- 一艘中國漁船在韓國全羅北道群山附近海域沉沒，7人失蹤。[283]

## 10月21日
- 因應出現2019冠狀病毒病本土疫情，甘肅蘭州全市中小學校即日起緊急停課，並展開全員核酸檢測[284][285]。青海海東市平安區部分地區被列爲封控區或管控區[286]。
- 辽宁省沈阳市和平區太原南街南七马路路口发生燃气爆炸[287]，车辆和现场建筑严重受损，共造成5人死亡、46人受伤[288][289]。後經調查發現事故當天烧烤店進行燃气并网施工过程中，施工人员打开进户引入管阀门入口法兰，施工人员完成焊接作业后，并未将该法兰密封，通气后也未进行严密性检查，導致燃气泄漏了3小时25分[290]。
- 黑龍江哈爾濱安化街75號失火並發生爆炸，傷亡不明。[291][292][來源請求]
- 李雲迪及一名29歲陳姓女子分別因涉嫌嫖娼和賣淫，被北京朝陽公安分局行政拘留[293][294]。同日李雲迪被中國音樂家協會取消會員資格[295]。
- 文旅部原副部長李金早受賄案一審開庭，被控受賄超6550萬，李金早當庭認罪悔罪，法庭擇期宣判。[296]
- 恆大集團將一筆已到期的公募美元債利息8350萬美元匯入受託人花旗銀行賬戶，將於限期內支付給投資者。[297]
- 就民衆指出農夫山泉未開封瓶裝水出現大量蛆蟲，農夫山泉否認該指控的可能性，並表示已報警處理。[298]
- 福建福安發生溜方壓埋民房事故，造成3人死亡。[299]

## 10月22日
- 波及至少10個省份的2019冠狀病毒病「旅遊團傳播鏈」傳染源被證實是Delta毒株[300]；北京市海淀區針對患者活動軌跡對相關區域實行封閉管控。[301][302]
- 海南檢察機關以涉嫌侵害英雄烈士名譽、榮譽罪對羅昌平批准逮捕。[303][304]
- 國家稅務總局北京市稅務局針對SOHO中國下屬企業北京建華置地有限公司涉嫌偷逃稅款問題，實施立案檢查。[305][306]
- 外交部就美國總統拜登表示將會「保衛臺灣」，呼籲美方在台灣問題上謹言慎行、不向「台獨分裂勢力」發出任何錯誤信號。[307]
- 外交部發布《中國聯合國合作立場文件》。[308]
- 商務部就近期不斷有外資企業撤出中國，回應稱其是正常的市場行爲，外資企業總體上進得多、出得少。[309][310]
- 教育部公布國家教材委員會早前印發的通知，進一步推動「黨的領導」相關內容進入大中小學課程教材指南。[311][312]
- 就近期蔬菜價格上漲乃至「菜比肉貴」的現象，新華社刊文指是受汛情、季節性因素等多重影響，預計未來菜價可能繼續走高。[313]
- 家樂福中國首家會員店在上海開業首日出現斷貨，隨後家樂福控訴沃爾瑪山姆施壓供應商「二選一」，遭到山姆方面否認。[314][315]
- 網信辦主辦的深圳市APP個人信息共護大會舉行，騰訊、華為等20多家企業簽署承諾書，承諾不超範圍採集信息、不監聽個人隱私等。[316][317]
- 中國聯通原電子商務部總經理黃文良受賄案一審宣判，其被控受賄逾3904萬，被判處有期徒刑13年。[318]
- 國家氣候中心指出，赤道中東太平洋海溫自7月來持續下降，預計2021年冬將形成拉尼娜事件。[319]
- 江西鷹潭發生一起刑事案件，嫌犯因情感糾紛持刀殺死3人，隨後自殺身亡。[320]
- 内蒙古自治区阿拉善盟一化工厂发生較大爆炸事故，至少造成4人死亡、3人受傷。[321][322]

## 10月23日
- 因應2019冠狀病毒病本土疫情，北京昌平區北七家鎮宏福苑社區調整為高風險地區[323]；北京暫停跨省旅遊，要求減少聚集性活動，提示民衆非必要不出京[324]。
- 甘肅蘭州、張掖等省內多地進入緊急狀態，所有景區關閉，禁止私家車上路。[325][326]
- 全國人大常委會授權國務院即日起在部分地區開展房地產稅改革試點工作，期限5年。[327][328]
- 全國人大常委會表決通過《家庭教育促進法》，代表「雙減」政策被正式列入法律。[329][330]
- 文化和旅遊部出台「從嚴從緊20條」，嚴格執行跨省旅遊經營活動管理「熔斷機制」，要求全國暫停經營旅遊專列業務。[331][332]
- 中國首艘萬噸級海事巡邏船「海巡09」輪在廣州南沙服役。[333]
- 北京野生動物園一名遊客擅自闖入白虎展區挑釁白虎，所幸未有受傷，其隨後被刑事拘留。[334]
- 海航集團4項重整計劃草案均通過法院表決，集團將被拆分航空、機場、金融與商業4個板塊各自獨立運營。[335][336]

## 10月24日
- 據意大利媒體報導，中國要求教廷與台灣斷交、換取梵中建交，教廷則向中方提出前提條件。[337][338]
- 江蘇南京航空航天大學一實驗室發生爆燃，造成2人死亡、9人受傷，受访学生称爆燃可能與鎂鋁粉塵爆燃有關。[339][340]
- 遼寧大連瓦房店一居民樓發生燃氣閃爆事故，造成2人死亡、7人受傷。[341]
- 山東科技大學北門小吃街發生火災，多棟聯排房屋起火，幸未造成人員傷亡。[342]
- 2022年國家公務員考試報名截止，總報名人數達202萬創新高，當中最熱門職位的競爭比超過20000:1。[343]

## 10月25日
- 國家主席習近平在北京出席中華人民共和國恢復聯合國合法席位50周年紀念會議，並發表講話。[344]
- 中國兵器工業集團原黨組書記、董事長尹家緒涉嫌受賄罪、為親友非法牟利罪被最高人民檢察院逮捕。[345]
- 湖北武漢發生一起惡性殺人案，當地罗汉村党支部书记张启红一家5口遇害、1名幼童送醫，嫌犯逃跑後再致2人死亡，隨後嫌犯跳橋。[346][347]
- 中國海關總署針對歐盟及英國等32個國家已不再給予中國「普惠制關稅優惠」，宣布自12月1日起不再對輸往這些國家的貨物簽發普惠制原產地證書。[348][349]
- 國務院辦公廳公布2022年放假安排，顯示2022年春節前和國慶後均須連上七天班。[350][351]
- 內蒙古額濟納旗全旗居民和遊客實行居家抗疫措施，當地封控區實施封閉管理，要求「足不出戶」。[352]
- 連日來全國多個省份陸續開始爲3至11歲兒童接種2019冠狀病毒病疫苗。[353]
- 中國駐法國大使盧沙野發公文批評法國媒體[354]，兩日後無國界記者公開敬請其停止肆意謾罵記者，建議其若不滿法國新聞自由可調職朝鮮[355][356]。
- 針對蘇丹發生軍事政變，外交部呼籲蘇丹有關各方通過對話解決分歧。[357][358]
- 華爲副董事長孟晚舟結束隔離，返回深圳公司上班，適逢其父任正非77歲生日。[359]
- 知名網紅李子柒持股的子柒文化因股權等問題起訴大股東杭州微念。[360]
- 新東方學校宣布將停止經營內地義務教育階段學科類校外培訓服務。[361]
- 網曝河北工程職業技工學校一女老師查寢時態度惡劣、髒話連篇，省政府次日回應指該老師已被辭退。[362]

## 10月26日
- 針對國內多地出現「菜比肉貴」現象，官媒《經濟日報》刊文指原因之一是「生豬價格週期性下跌遭遇蔬菜供應短暫性不暢」。[363]
- 國務院副總理劉鶴與美國財政部長耶倫視頻通話，表達了對美國取消加徵關稅和制裁等問題的關切。[364]
- 國務委員兼外長王毅與阿富汗塔利班臨時政府代理外長穆塔基在卡塔爾多哈會晤。[365][366]
- 內蒙古阿拉善盟通報3起疫情防控履職不力、存在形式主義問題。[367]
- 內蒙古包頭市固陽縣發生特大交通事故，造成5人死亡、15人受傷。[368]
- 山東淄博高青縣一化工廠發生爆炸，1人受傷，初步判斷事故原因系閥門故障導致丁二烯洩漏，引發爆燃。[369]
- 廣東省政府批覆珠海市石景山隧道「715」重大透水事故調查報告，認定屬重大生產安全責任事故，珠海市副市長等27人受處分。[370][371]
- 由天津音樂學院和美國茱莉亞學院合作設立的天津茱莉亞學院落成，國家主席習近平夫人彭麗媛致賀信。[372][373]
- 房地產企業當代置業宣布債務違約，未能償還10月25日到期的2.5億美元債券。[374][375]
- 外交部就南韓前總統盧泰愚病逝表示深切哀悼，稱其對華友好、為推動中韓兩國關係作出重要貢獻。[376][377]
- 據星島日報報導，國務院研究室副主任、李克強總理辦公室主任石剛被免職，退休離開政壇。[378]
- 安徽宿州一重型半掛牽引車與轎車發生碰撞，造成3人死亡。[379]
- 位于山东淄博高青县的山东鼎鼎化学科技有限公司发生爆炸，现场火光冲天[380]。

## 10月27日
- 全國柴油緊缺、價格攀升、多地加油站限量控量加油之際[381][382][383][384]，中國石化表示其將在11月大幅增加國內柴油供應[385]。
- 2021胡潤百富榜發布，鐘睒睒以3900億元首次成為中國首富，張一鳴、曾毓群次之，馬化騰、馬雲排名均下滑。[386][387]
- 中共中央軍委辦公廳日前印發暫行規定，給予解放軍配偶及家屬等免費醫療、優惠醫療等優待條件，自2022年1月1日起施行。[388][389]
- 全國政協主席會議審議通過免去傅政華的全國政協社會和法制委員會副主任職務。[390][391]
- 因應2019冠狀病毒病本土疫情，北京雍和宮即日起暫停開放。[392][393]
- 針對美國鼓勵所有聯合國成員國支持臺灣參與聯合國體系，外交部表示強烈不滿並提出嚴正交涉。[394][395]
- 香港媒體披露，恆大集團主席許家印已將香港一座豪宅抵押給建行（亞洲），以償還到期的2.6億美元債券。[396]
- 2021年度泰晤士世界大學聲譽排行榜發布，中國大陸7所高校入列前100位，清華大學位居第10位。[397][398]
- 國新辦發布《中國應對氣候變化的政策與行動》白皮書。[399]
- 原定於即日在德國孔子學院舉辦的《習近平》傳記新書推介會因早前中國駐杜塞爾多夫總領事出面叫停而取消。[400][401][402]
- 央行金融穩定局局長將跨境互聯網券商界定為「非法金融活動」，富途證券和老虎證券股價均大跌超過20%。[403][404]
- 內地衛生部門通報指，湖南省永州市確診1例人類感染H5N6禽流感病例，病情危重。[405]
- 西藏林芝發生森林大火，附近數十名村民被轉移至安全地帶，當局出動消防撲救並挖掘隔離帶。[406][407]
- 山東日照五蓮縣新一輪疫情中首例確診者向媒體發聲，表示自己出差期間戴着口罩仍然感染，對於遭到網暴自認「情有可原」。[408][409]

## 10月28日
- 針對臺灣總統蔡英文接受CNN專訪時首次承認有美軍駐紮臺灣[410][411]，外交部回應指堅決反對美方同台灣地區進行任何形式的官方往來和軍事聯繫，稱「臺獨」是死路一條[412]。
- 雲南瑞麗市因2019冠狀病毒病疫情長期封城影響民生之際，瑞麗市前副市長戴榮里發文求助[413][414]；翌日瑞麗市市長尚臘邊則澄清當地「暫時不需要外地援助」[415]。
- 魯迅誕辰140週年、逝世85週年之際，魯迅的長孫周令飛在互聯網受到廣泛關注與討論。[416][417]
- 海南省政協原黨組成員、副主席王勇受賄超9047萬元一案在中級人民法院一審宣判，以受賄罪被判處無期徒刑。[418]
- 北京朝陽區明天第一城6號院下午2時30分起實施臨時管控，所有人員、車輛只進不出[419]；教育部宣布取消自10月30日起北京地區托福、雅思等海外考試[420][421]。
- 北京市宣布，未進行加強免疫接種（追加第3劑COVID疫苗）人員不得從事重點崗位工作。[422][423]
- 針對早前湖北武漢多名業主因不滿房價下跌利益受損而上街維權，湖北公安公布指查獲7名業主「擾亂公共場所秩序」，翌日處以行政拘留。[424][425]
- 上海導演沈居輝因拍攝不雅影片獲利百萬，被警方抓獲。[426][427]
- 湖南永州冷水灘區發生墜井事故，一葉姓男童墜入綠化帶化糞池，其父跳入營救，2人均告死亡。[428]
- 遼寧葫蘆島建昌縣一大棚起火，周圍多個大棚被引燃，無人員傷亡。[429]
- 河北邢台一家煉鐵廠發生一氧化碳中毒事故，造成3人死亡。[430]

## 10月29日
- 農業農村部就菜價暴漲現象發布通知，要求各地確保充足緊急蔬菜儲備並穩定價格，保障秋冬季特別是元旦、春節和冬奧期間蔬菜供應。[431][432]
- 中央宣傳部、國家廣電總局就衛視節目存在「過度娛樂化」問題，對上海、江蘇、浙江、湖南4個省市廣播電視台進行約談。[433][434]
- 山西呂梁原副市長張中生受賄、巨額財產來源不明一案在高級人民法院二審宣判，其被證實受賄逾10.4億元，被判處死刑緩期2年執行。[435]
- 中國工程院院士、中國國際工程諮詢公司原黨委書記、董事長王安因涉嫌嚴重違法違紀，接受審查調查。[436][437]
- 黑龍江省即日起執行熔斷機制，立即暫停跨省團隊旅遊和旅遊專列業務。[438]
- 教育部等六部門發布通知，部署各地預防中小學生沉迷網絡遊戲管理工作。[439][440]
- 中國民航總局宣布自2021年冬至2022年春大幅削減進出中國的國際航班。[441][442]
- 南京大學即日起一連三日舉行的「齊澤克哲學思想學術研討會」禁止齊澤克發言，翌日的學術對話研討會亦被取消。[443][444]
- 浙江衛視發文澄清該台「7名主持人被包養」的傳聞經公安機關調查證實是杜撰。[445][446]
- 廣西玉林一男子因發布「彈指特效轟炸收費站」影片，被指「擾亂社會秩序、尋釁滋事」並被行政拘留，引發爭議。[447][448]
- 湖南郴州一架直升機飛行時意外墜落，機上3名機組人員遇難。[449]

## 10月30日
- 國家衛健委表示，近14天以來全國14省出現本土病例，疫情仍呈快速發展態勢，防控形勢嚴峻複雜，黑龍江當地已發生社區傳播，並且存在擴散外溢風險。[450][451]
- 羅馬20國集團峰會開幕，國家主席習近平以視頻方式與會，美國總統拜登表就中國缺席峰會表示失望，指中、俄缺乏承諾。[452][453][454]
- 寧夏吳忠一民衆在微信群組發送一張「狗狗表情照」後被指辱警，警方以構成「尋釁滋事」爲由將其行政拘留。[455][456]

## 10月31日
- 上海迪士尼因應日前有2019冠狀病毒病確診者入園，下午6時宣布即刻起閉園至11月3日，園內遊客須接受核酸檢測才可離開。上海市發布緊急通告，要求10月30日至31日曾進入上海迪士尼度假區的遊客主動報告並接受核酸檢測。[457][458][459][460]
- 國務委員兼外長王毅在羅馬會見美國國務卿布林肯，王毅表示願與布林肯建立「經常性聯繫」。[461][462]
- 一架載有45噸松子的貨機從喀布爾飛往中國市場，標誌着中國重新啟動與阿富汗的直接空中貿易聯繫。[463]
- 國家安全機關公布3起數據安全案件，指外國情報機構透過多種途徑收集中國航運及氣象數據。[464]
- 12港人案家屬律師之一、北京維權律師藺其磊被註銷律師執業證書。[465][466]
- 京津高速公路發生特大交通事故，一小型客車衝入施工作業區域，造成3人死亡、1人受傷。[467]
- 上海楊浦區一建築工地發生塔吊倒塌事故，造成1名塔吊司機死亡、2名路人受傷。[468]